# Velvet Buzzsaw
Velvet Buzzsaw é um filme independente estadunidense de terror satírico de 2019, escrito e dirigido por Dan Gilroy e estrelado por Jake Gyllenhaal, Rene Russo, Toni Collette, Zawe Ashton, Tom Sturridge, Natalia Dyer, Daveed Diggs, Billy Magnussen e John Malkovich. O filme teve sua estreia mundial no Festival de Cinema de Sundance em 27 de janeiro e foi lançado em 1º de fevereiro de 2019 pela Netflix e em cinemas selecionados.[carece de fontes?]

## Elenco
- Jake Gyllenhaal como Morf Vandewalt
- Rene Russo como Rhodora Haze
- Toni Collette como Gretchen
- Zawe Ashton como Josephina
- Tom Sturridge como Jon Dondon
- Natalia Dyer como Coco
- Daveed Diggs como Damrish
- Billy Magnussen como Bryson
- John Malkovich como Piers
- Alan Mandell como Vetril Dease
- Mig Macario como Cloudio
- Nitya Vidyasagar como Gita
- Sedale Threatt Jr. como Ed
- Pat Healy como o homem de Parlack
- Marco Rodríguez como Ray Ruskinspear

## Produção
Dan Gilroy concebeu o projeto depois que Superman Lives, um filme que ele ajudou a desenvolver, foi abruptamente cancelado porque a Warner Bros. não estava disposta a produzi-lo devido ao grande orçamento. Ele sentiu que havia perdido um ano e meio no filme, mas acabou aceitando a ideia enquanto estava sentado na praia, um momento que inspirou a cena final do filme. Em junho de 2017, foi anunciado que Jake Gyllenhaal e Rene Russo haviam sido escalados para o filme então sem título de Gilroy, com ele escrevendo e dirigindo o filme, enquanto Jennifer Fox atuaria como produtora e a Netflix produziria e distribuiria o filme. Falando com o Business Insider em novembro de 2017, Gilroy provocou o projeto dizendo:
Ele se passa no mundo da arte contemporânea em Los Angeles, e tem um grande elenco ao estilo de Robert Altman. Tem uma vibração The Player. Há um grande elenco e estamos nos movendo de pessoa para pessoa conforme avançamos neste mundo. A história está sendo contada por meio desses diferentes personagens.
Em janeiro de 2018, foi anunciado que o título era Velvet Buzzsaw. Em março de 2018, Zawe Ashton, Natalia Dyer, Tom Sturridge, Daveed Diggs, Toni Collette, John Malkovich e Billy Magnussen se juntaram ao elenco do filme.
A fotografia principal começou em 5 de março de 2018 em Los Angeles, Califórnia.
Marco Beltrami e Buck Sanders compuseram a trilha sonora do filme, substituindo o compositor frequente de Gilroy, James Newton Howard.
O diretor Dan Gilroy afirmou que escreveu o personagem Morf Vandewalt para ser sexualmente fluido porque ele "acredita que a sexualidade é muito mais fluida do que a sociedade."

## Lançamento
Velvet Buzzsaw teve sua estreia mundial no Festival de Cinema de Sundance em 27 de janeiro de 2019. Foi lançado pela Netflix em 1 de fevereiro de 2019.

## Recepção
O Rotten Tomatoes relata uma taxa de aprovação de 61% com base em 179 avaliações e uma classificação média de 6,1/10. O consenso crítico do site diz: "Se você assistir apenas uma sátira do mundo da arte com toques de terror este ano - ou a maioria dos outros - provavelmente deveria ser Velvet Buzzsaw". No Metacritic, o filme tem uma pontuação média ponderada de 61 de 100 com base em 29 críticos, indicando "críticas geralmente favoráveis".